# Atrichopogon tropicus
Atrichopogon tropicus är en tvåvingeart som beskrevs av Jean-Jacques Kieffer 1913. Atrichopogon tropicus ingår i släktet Atrichopogon och familjen svidknott.
Artens utbredningsområde är Kenya. Inga underarter finns listade i Catalogue of Life.